# Paromalus tibetanus
Paromalus tibetanus är en skalbaggsart som beskrevs av Zhang och Zhou 2007. Paromalus tibetanus ingår i släktet Paromalus och familjen stumpbaggar. Inga underarter finns listade i Catalogue of Life.